# سيا فوجيتا
سيا فوجيتا (باليابانية: 藤田 征也) (2 يونيو 1987 في سابورو في اليابان – )؛ هو لاعب كرة قدم ياباني سابق كان يلعب كلاعب وسط.

## وصلات خارجية
- سيا فوجيتا على موقع الاتحاد الدولي (مؤرشف)  (الإنجليزية)
- سيا فوجيتا على موقع رابطة كرة القدم اليابانية للمحترفين (اليابانية)
- سيا فوجيتا على موقع قاعدة بيانات كرة القدم.إي يو (الإنجليزية)
- سيا فوجيتا على موقع Soccerway.com (الإنجليزية)
- سيا فوجيتا على موقع عالم كرة القدم.نت (الإنجليزية)
- سيا فوجيتا على موقع كووورة